# He Ain't Heavy, He's My Brother
He Ain't Heavy He's My Brother is een muziekballade geschreven door Bobby Scott en Bob Russell. Het nummer is oorspronkelijk opgenomen door Kelly Gordon in 1969, maar werd een wereldwijde hit als versie van The Hollies later dat jaar en in 1970 als versie van Neil Diamond. Het nummer is later door vele artiesten gecoverd. De versie van de Hollies is  te horen in de film Zoolander.

## Ontstaan van het nummer
Scott en Russell ontmoetten elkaar in een Californische nachtclub waar ze aan elkaar voorgesteld werden door Johnny Mercer. Hoewel Russell stervende was aan de gevolgen van Maligne lymfoom, wist men in de drie keer dat ze elkaar ontmoetten het nummer te schrijven.

## Achtergrond van het nummer
In 1884 beschreef James Wells in zijn boek De gelijkenissen van Jezus het verhaal van een klein meisje dat een grote baby draagt. Omstanders die haar zagen worstelen met het dragen vroegen aan haar of ze niet moe was, waarop zij vol verbazing antwoordde: "Nee hij is niet zwaar, hij is mijn broer"  oftewel "He ain't heavy, he is my brother".
In de film Boys Town (1938) worden dezelfde woorden gezegd door Whitey Marsh (rol van Mickey Rooney) als hij zijn criminele broer Joe beschermt: "Hij is geen zware jongen, hij is mijn broer!"

## Hitnoteringen

### NPO Radio 2 Top 2000
| Nummer met noteringen in de NPO Radio 2 Top 2000 | '99 | '00 | '01 | '02 | '03 | '04 | '05 | '06 | '07 | '08 | '09 | '10 | '11 | '12 | '13 | '14 | '15 | '16 | '17  | '18  | '19  | '20  | '21  | '22  | '23  | '24  |
| ------------------------------------------------ | --- | --- | --- | --- | --- | --- | --- | --- | --- | --- | --- | --- | --- | --- | --- | --- | --- | --- | ---- | ---- | ---- | ---- | ---- | ---- | ---- | ---- |
| He Ain't Heavy, He's My Brother                  | 762 | 857 | 355 | 492 | 571 | 565 | 481 | 581 | 624 | 557 | 517 | 576 | 754 | 842 | 670 | 701 | 886 | 987 | 1201 | 1436 | 1232 | 1400 | 1384 | 1437 | 1518 | 1487 |

1. ↑  Een vetgedrukt getal geeft de hoogste notering aan.

### Evergreen Top 1000
| Evergreen Top 1000 "He Ain't Heavy He's My Brother" | Evergreen Top 1000 "He Ain't Heavy He's My Brother" | Evergreen Top 1000 "He Ain't Heavy He's My Brother" | Evergreen Top 1000 "He Ain't Heavy He's My Brother" | Evergreen Top 1000 "He Ain't Heavy He's My Brother" | Evergreen Top 1000 "He Ain't Heavy He's My Brother" | Evergreen Top 1000 "He Ain't Heavy He's My Brother" | Evergreen Top 1000 "He Ain't Heavy He's My Brother" | Evergreen Top 1000 "He Ain't Heavy He's My Brother" | Evergreen Top 1000 "He Ain't Heavy He's My Brother" | Evergreen Top 1000 "He Ain't Heavy He's My Brother" | Evergreen Top 1000 "He Ain't Heavy He's My Brother" | Evergreen Top 1000 "He Ain't Heavy He's My Brother" | Evergreen Top 1000 "He Ain't Heavy He's My Brother" | Evergreen Top 1000 "He Ain't Heavy He's My Brother" | Evergreen Top 1000 "He Ain't Heavy He's My Brother" | Evergreen Top 1000 "He Ain't Heavy He's My Brother" |
| Jaar                                                | 2008                                                | 2009                                                | 2010                                                | 2011                                                | 2012                                                | 2013                                                | 2014                                                | 2015                                                | 2016                                                | 2017                                                | 2018                                                | 2019                                                | 2020                                                | 2021                                                | 2022                                                | 2023                                                |
| --------------------------------------------------- | --------------------------------------------------- | --------------------------------------------------- | --------------------------------------------------- | --------------------------------------------------- | --------------------------------------------------- | --------------------------------------------------- | --------------------------------------------------- | --------------------------------------------------- | --------------------------------------------------- | --------------------------------------------------- | --------------------------------------------------- | --------------------------------------------------- | --------------------------------------------------- | --------------------------------------------------- | --------------------------------------------------- | --------------------------------------------------- |
| Positie                                             | -                                                   | 194                                                 | 199                                                 | 199                                                 | 105                                                 | 136                                                 | 297                                                 | 192                                                 | 232                                                 | 126                                                 | 96                                                  | 97                                                  | 92                                                  | 103                                                 | 130                                                 | 126                                                 |

## Versie van The Justice Collective
In 2012 werd er opnieuw een versie van het lied opgenomen dat op 17 december uitgebracht zou worden. Onder de naam The Justice Collective namen artiesten als Melanie C, Robbie Williams, Paloma Faith, Paul McCartney, Gerry Marsden, Kenny Dalglish, Rebecca Ferguson, Beverley Knight en leden van The Hollies Bobby Elliott en Tony Hicks het nummer op. De reden voor deze eenmalige samenwerking was om geld in te zamelen voor diverse goede doelen die gelinkt waren aan de Hillsboroughramp.